# El Yerbanís
El Yerbanís är en ort i Mexiko.   Den ligger i kommunen Huanusco och delstaten Zacatecas, i den centrala delen av landet, 500 km nordväst om huvudstaden Mexico City. El Yerbanís ligger 1 453 meter över havet och antalet invånare är 112.
Terrängen runt El Yerbanís är kuperad norrut, men söderut är den platt. Runt El Yerbanís är det ganska glesbefolkat, med 22 invånare per kvadratkilometer. Närmaste större samhälle är Jalpa, 13,9 km söder om El Yerbanís. I omgivningarna runt El Yerbanís växer huvudsakligen savannskog.